# Patricio Gabarrón
Patric Gabarrón (ur. 17 kwietnia 1993 w Muli) – hiszpański piłkarz grający na pozycji obrońcy w S.S. Lazio.

## Kariera

### FC Barcelona
Patric zaczął grać w piłkę w Real Murcia. W 2006 roku dołączył do drużyny Villarrealu, a dwa lata później do akademii piłkarskiej Barcelony. W 2012 roku dołączył do drużyny rezerw „Barcy”. 22 września tego samego roku zadebiutował w Barcelonie B w meczu przeciwko Hércules CF. 26 listopada 2013 zadebiutował w Lidze Mistrzów w meczu przeciko Ajaxowi, zmieniając Carlesa Puyola.

## Statystyki kariery
| Klub               | Sezon              | Liga  | Liga | Puchar | Puchar | Europa | Europa | Inne  | Inne | Ogólnie | Ogólnie |
| Klub               | Sezon              | Mecze | Gole | Mecze  | Gole   | Mecze  | Gole   | Mecze | Gole | Mecze   | Gole    |
| ------------------ | ------------------ | ----- | ---- | ------ | ------ | ------ | ------ | ----- | ---- | ------- | ------- |
| FC Barcelona B     |                    |       |      |        |        |        |        |       |      |         |         |
| 2012/13            | 2012/13            | 20    | 0    | –      | –      | –      | –      | –     | –    | 20      | 0       |
| 2013/14            | 2013/14            | 35    | 1    | –      | –      | –      | –      | –     | –    | 35      | 1       |
| 2014/15            | 2014/15            | 32    | 3    | –      | –      | –      | –      | –     | –    | 32      | 3       |
| Ogólnie            | Ogólnie            | 87    | 4    | –      | –      | –      | –      | –     | –    | 87      | 4       |
| FC Barcelona       | 2013/14            | 0     | 0    | 0      | 0      | 1      | 0      | 0     | 0    | 1       | 0       |
| FC Barcelona       | Ogólnie            | 0     | 0    | 0      | 0      | 1      | 0      | 0     | 0    | 1       | 0       |
| S.S. Lazio         | 2015/2016          | 9     | 0    | 0      | 0      | –      | –      | 0     | 0    | 9       | 0       |
| S.S. Lazio         | 2016/2017          | 19    | 0    | 2      | 0      | –      | –      | –     | –    | 21      | 0       |
| S.S. Lazio         | 2017/2018          | 11    | 0    | 1      | 0      | 9      | 0      | 0     | 0    | 21      | 0       |
| S.S. Lazio         | 2018/2019          | 15    | 0    | 1      | 0      | 1      | 0      | –     | –    | 17      | 0       |
| S.S. Lazio         | Ogólnie            | 54    | 0    | 4      | 0      | 10     | 0      | 0     | 0    | 68      | 0       |
| Ogólnie w karierze | Ogólnie w karierze | 141   | 4    | 4      | 0      | 11     | 0      | 0     | 0    | 156     | 4       |

## Sukcesy

### S.S. Lazio
- Puchar Włoch: 2018/2019
- Superpuchar Włoch: 2017/18, 2019/20